# تايلر مور (رافع أثقال)
تايلر مور (بالإنجليزية: Tyler Moore)‏ هو رافع أثقال ‏ أمريكي، ولد في 20 أغسطس 1993 في أوستن في الولايات المتحدة.